# Loo jõgi
Loo jõgi är ett 17,1 km långt vattendrag i Estland. Den ligger i Kuusalu kommun i  landskapet Harjumaa.  Ån mynnar i bukten Kolga laht i Finska viken, 40 km öster om huvudstaden Tallinn. Genom sitt östliga högerbiflöde Oldoja avvattnar den sjön Kahala järv.